# Martinikerkhof

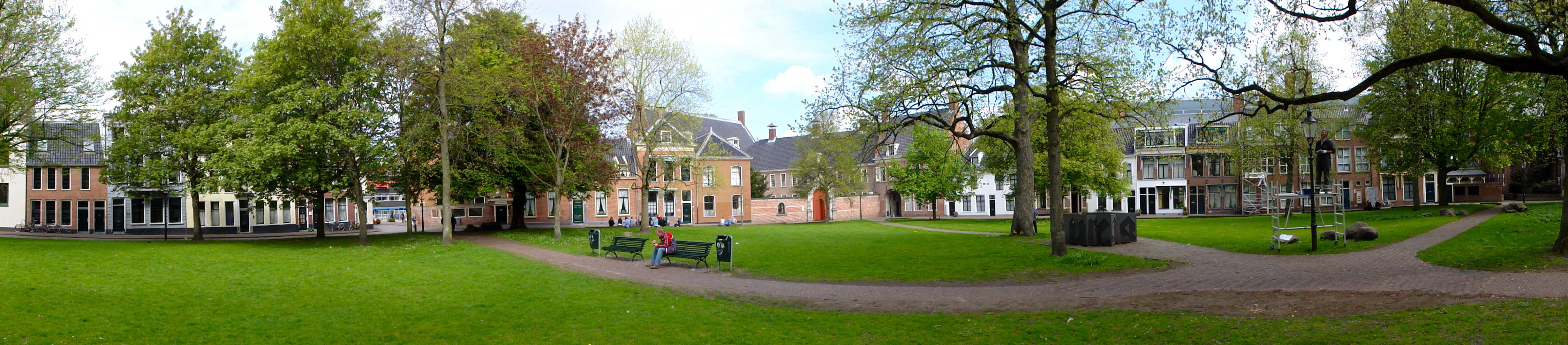
Martinikerkhof (april 2010)

Het Martinikerkhof is een van de drie grote pleinen in de binnenstad van Groningen, door de eeuwen heen vooral omgeven door gebouwen met een kerkelijke of bestuurlijke functie. De andere twee zijn de Grote Markt en de Vismarkt. Het plein is een oase van rust in de binnenstad en dat terwijl het tot in de zeventiger jaren van de twintigste eeuw gebruikt werd als parkeerplaats. Nu is het voormalig kerkhof bijna volledig autovrij en ademt het de sfeer van een klein parkje.
Prominent op het Martinikerkhof bevindt zich de Martinikerk met de Martinitoren. Ook de huizen aan de zuidkant van deze kerk (tussen de Sint Jansstraat en de Grote Markt) liggen aan het Martinikerkhof.

## Geschiedenis
De oudste bewoning van het Martinikerkhof dateert uit de vierde eeuw voor het begin van de jaartelling. Ter hoogte van de Van Zwieterengang/De Hooze (naast Martinikerkhof 8) lag in de 8e eeuw een erf, mogelijk 'koningsgoed', na 1050 de bisschopshof. Vanaf ca. 650 werden een tweetal houten gebouwen geplaatst op het plein die mogelijk een religieuze functie hadden. In 1112 werd hier de stenen Sint-Walburgkerk gebouwd, een kerkburcht die diende als bolwerk van (de vertegenwoordiger van) de bisschop van Utrecht. De bisschop was landsheer van Groningen, maar al in de 12e eeuw claimden de stadjers dat niet de bisschop maar zij zelf de Sint-Walburg hadden gebouwd. In hun strijd om zich te ontworstelen aan de heerschappij van de bisschop was de Walburg in de middeleeuwen een frequent strijdtoneel. De kerk werd in 1627 gesloopt. 
Het terrein was eeuwenlang in gebruik als begraafplaats, waarbij de graven doorliepen tot onder de Grote Markt. De oudste graven aldaar in het eerdere heidense grafveld dateren uit de 5e eeuw. Het oudste graf onder het Martinikerkhof dateert uit de 9e eeuw. Met de bouw van de Sint-Walburgkerk werd het ook wel Sint-Walburgkerkhof genoemd. In de 17e eeuw werd de begraafplaats vervangen door het Nieuwe Kerkhof. Het Martinikerkhof (en ook de Martinikerk: voor de 'rijke stinkerds') was echter nog in gebruik tot 1828 toen in reactie op de Groninger ziekte een verbod werd uitgevaardigd op begraven binnen de stadsmuren en de Noorder- en Zuiderbegraafplaats werden aangelegd buiten de stad.
Rond 1350 werd de Sint-Maartensschool gebouwd op het plein. Delen hiervan zijn nog terug te zien in het Provinciehuis.
Het plein was tot in de 20e eeuw een park. Na de Tweede Wereldoorlog werd het ingericht voor het doorgaand verkeer en werden er een groot aantal parkeerplaatsen aangelegd. Bij het Verkeerscirculatieplan werd het in 1977 net als de Vismarkt en de Grote Markt echter bestemd tot voetgangersgebied, waarbij de auto's voortaan werden geweerd van het voormalige kerkhof en het geheel weer werd ingericht tot park.

## Gebouwen
Aan de oostzijde van het Martinikerkhof staat het provinciehuis, waarin een oude gevel ingebouwd is die vroeger in de Oude Kijk in 't Jatstraat stond. Het gebouw aan het Martinikerkhof dateert uit 1917, achter dat gebouw ligt de voormalige Sint-Maartenschool uit de 16e eeuw die nu dienstdoet als vergaderzaal voor Provinciale Staten.
Aan de noordzijde ligt de Prinsenhof met daarachter de Prinsentuin. Tot september 2005 was hier de regionale omroep RTV Noord gevestigd. Het gebouw is verbouwd en is nu een hotel. Direct rechts van de Prinsenhof ligt de Gardepoort die toegang geeft tot de Turfstraat. In die straat bevindt zich een gerestaureerd wooncomplex, de vroegere turfschuur van het Prinsenhof.
Op de hoek met de Sint Walburgstraat staat het gebouw van Kunstlievend Genootschap Pictura. Hier stond oorspronkelijk de oude weem van de Sint-Walburg.
Aan de westzijde is in de negentiger jaren van de twintigste eeuw een kantoren- en appartementencomplex gebouwd, genaamd de Prefectenhof. Op die plek stond voordien het politiebureau, dat na het vertrek van de politie jarenlang een van de bekendste kraakpanden was in Groningen. De nieuwbouw sluit aan bij het verder monumentale karakter van het Martinikerkhof. De naam 'Prefectenhof' herinnert aan het in de middeleeuwen ter plaatse gelegen steenhuis van de prefect van Groningen, de vertegenwoordiger van de landsheer, de bisschop van Utrecht. Bij de bouw van de nieuwe Prefectenhof is archeologisch onderzoek verricht waarbij de fundamenten van de oude Prefectenhof konden worden blootgelegd.

## Beelden en merktekens
- Op de plaats waar ooit een waterput van de Sint-Walburgkerk was, staat sinds 1990 het kunstwerk 'Het Tiende Teken' (van het stadsmarkeringsproject ter gelegenheid van het 950-jarig bestaan van de stad), eveneens in de vorm van een put. De put, ontworpen door de Franse filosoof Paul Virilio, bedoelt 'uitzicht te geven op het middelpunt van de aardbol, waar verleden, heden en toekomst zich samenballen'. De hoekpunten van het kunstwerk verwijzen naar de negen andere stadmarkeringen.
- Een gedenksteen (1810) herinnert aan Regnerus Praedinius (1510 - 1559), rector van de Sint-Maartenschool.
- Op de hoek met de Sint Jansstraat staat een beeld (Norman Burkett, 1987) ter ere van dichter en Ploeglid Hendrik de Vries (1896-1960). De Vries was verbonden aan het Gemeentearchief dat was gevestigd in het tegenoverliggende pand. Van hem gaat het verhaal dat hij zijn lunchpauzes in de dakgoot van het gebouw doorbracht. Het beeld geeft een compositie van figuren uit het werk van de dichter weer en wordt bekroond door een portretkop van De Vries.
- Tegen de noordwand van de Martinikerk het provinciaal herinneringsmonument 1940-1945 'Sint-Joris en de draak' van Oswald Wenckebach (1959).
- Op 30 april 2013 is op het Martinikerkhof een koningslinde geplant ter gelegenheid van de inhuldiging van koning Willem-Alexander.

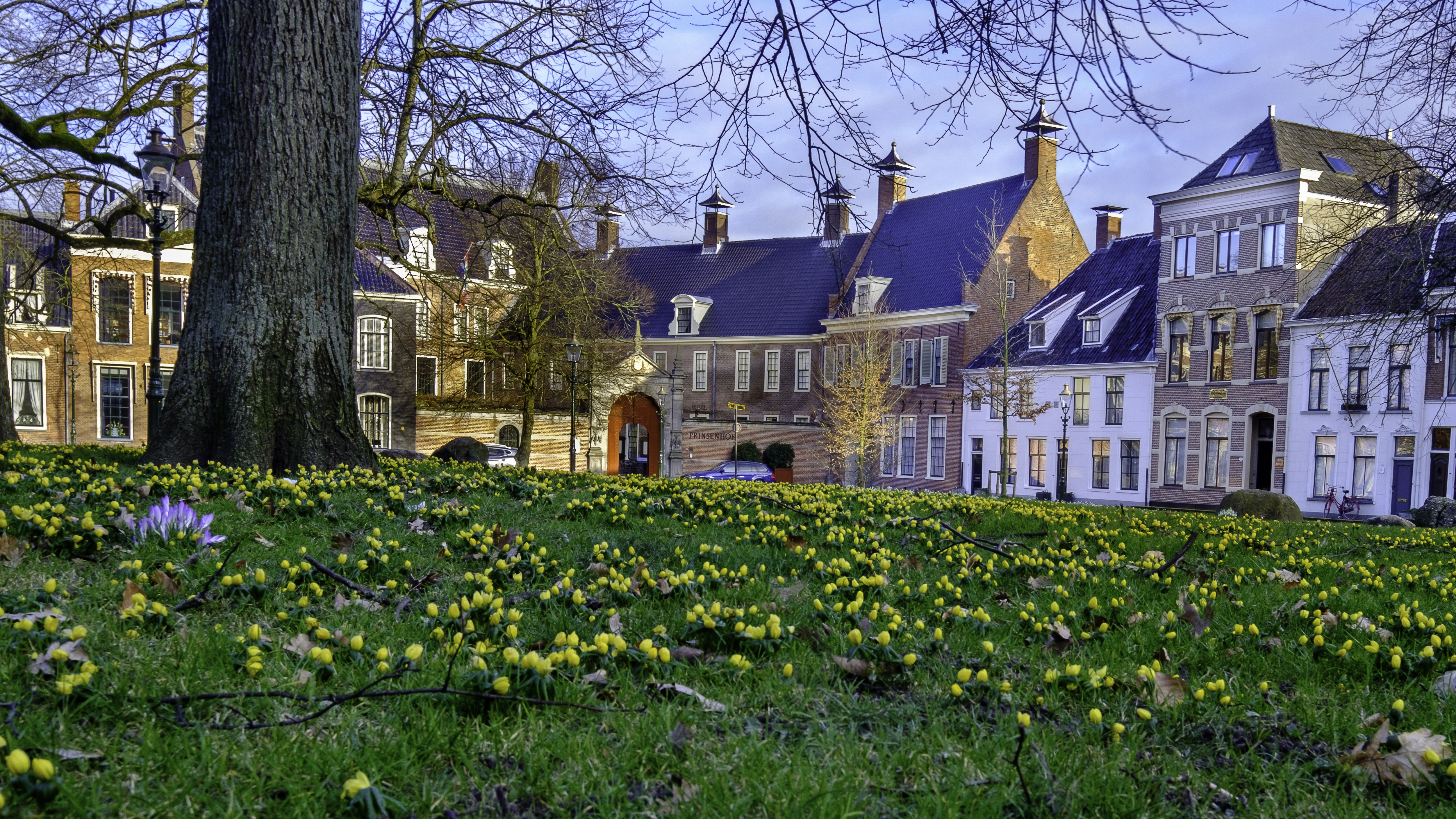
Winterakonieten in de lente
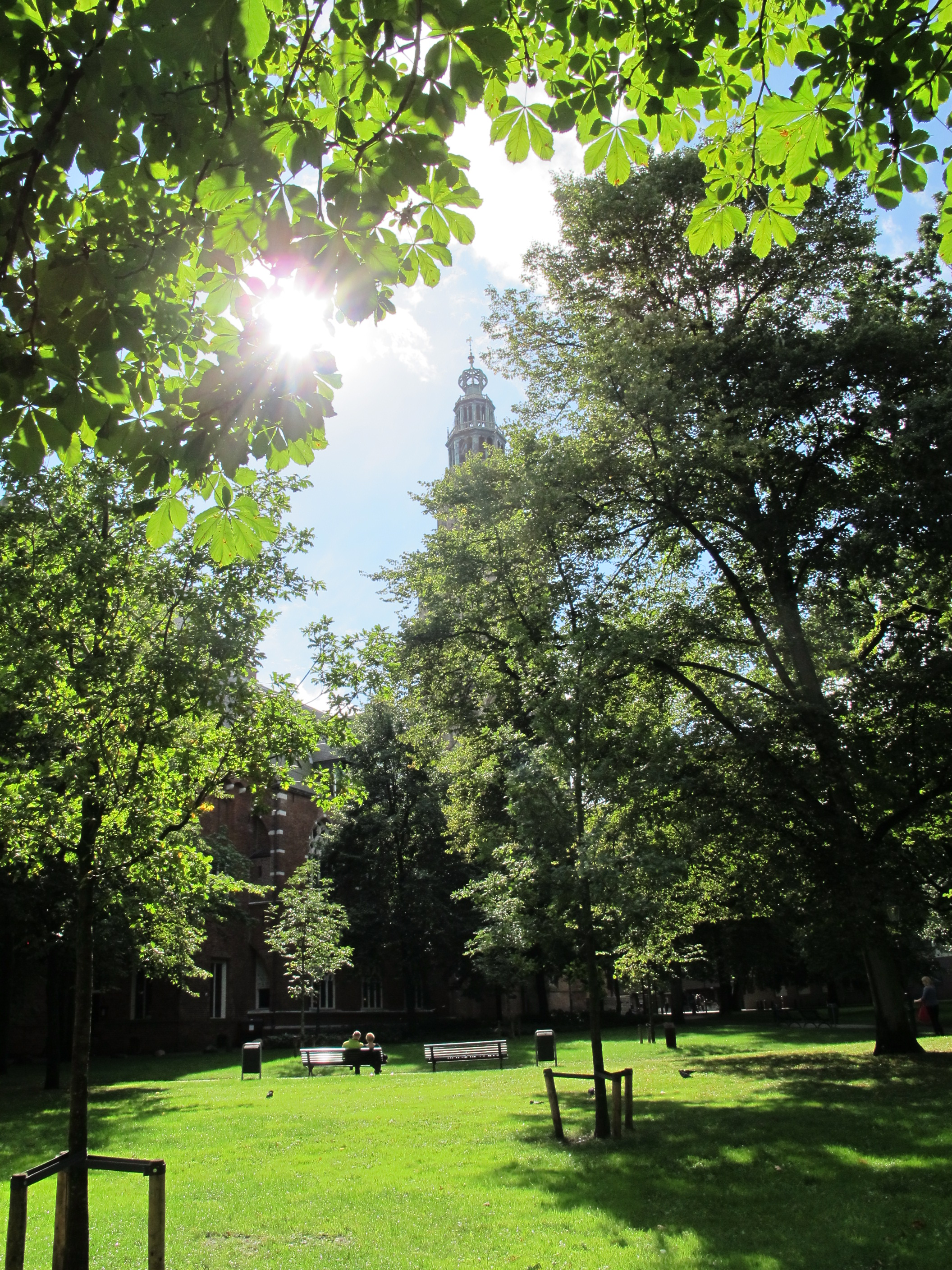
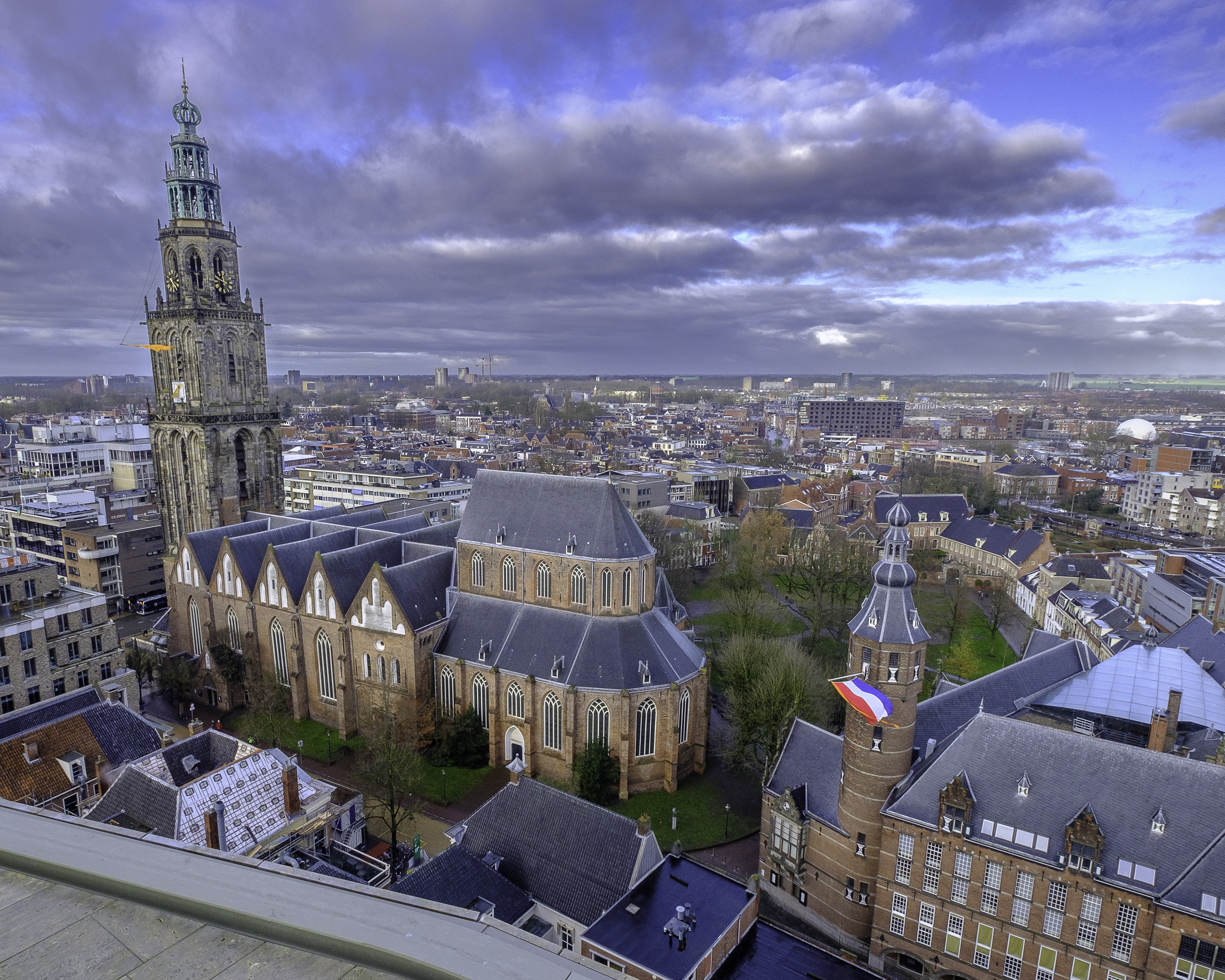
De Martinikerk met erachter het Martinikerkhof gezien vanaf Forum Groningen

## Monumenten
Aan het Martinikerkhof staan achttien bouwwerken die als rijksmonument worden beschermd. Drie gebouwen hebben de status van gemeentelijk monument.
| Adres                | Bouwjaar                 | Beschrijving | Monument  | Afbeelding |
| -------------------- | ------------------------ | --- | --------- | ---------- |
| Martinikerkhof 1     | 1469                     | Het icoon van Groningen, de Martinitoren | RM 18553  |            |
| Martinikerkhof 2     |                          | Kosterij | RM 18554  |            |
| Martinikerkhof 3     | 13e - 15e eeuw           | Martinikerk | RM 18555  |            |
| Martinikerkhof 8-8a  | 1913                     | Garage met chauffeurswoning voor J,E, Scholten, ontwerp P.M.A. Huurman                                                                                                | RM 485871 |            |
| Martinikerkhof 9     |                          | | RM 18556  |            |
| Martinikerkhof 10    | 1729                     | Het Feithhuis, gebouwd op de locatie van de oude weem van de Martinikerk. Later woonhuis van Franciscus Gomarus en van Johan Adriaan Feith.                           | RM 18557  | Feithhuis  |
| Martinikerkhof 11    | laat - middeleeuws       | | RM 18558  |            |
| Martinikerkhof 12-13 | circa 1550               | Voormalige Sint-Maartenschool, nu Statenzaal, en Huis Cardinal (conciërgewoning)                                                                                      | RM 18559  |            |
| Martinikerkhof 12-13 | 1917                     | Provinciehuis, ontworpen door J.A. Vrijman | GM 106770 |            |
| Martinikerkhof 14    | 19e eeuw                 | Woonhuis uit twee verdiepingen met kroonlijst. Oudere kern (17e eeuw) waarschijnlijk                                                                                  | RM 18560  |            |
| Martinikerkhof 19    | 16e eeuw                 | Woonhuis met twee woonlagen en een steil zadeldak. In 1975-75 gerestaureerd door Stichting Stadsherstel                                                               | GM 102542 |            |
| Martinikerkhof 21-22 |                          | Dubbel woonhuis, twee verdiepingen met schilddak | RM 18561  |            |
| Martinikerkhof 23    | 15e tot 20e eeuw         | Prinsenhof, thans hotel. Deel gebouwd als klooster (Broeders des Gemenen Levens), later woning bisschop,stadhouderlijk hof, militair hospitaal en complex Radio Noord | RM 18562  |            |
| Martinikerkhof 24    |                          | Eenvoudig pand, tweede verdieping van latere datum | RM 18563  |            |
| Martinikerkhof 25    | 1660 datering in tympaan | Karakteristiek pand onder dwars zadeldak | RM 18564  |            |
| Martinikerkhof 26    | 1768-69                  | Pictura, vermoed wordt dat ter plekke de weem van de Sint-Walburgkerk heeft gestaan.                                                                                  | RM 18733  |            |
| Martinikerkhof 27    | 19e eeuw                 | Hoekpand, hoek Martinikerkhof en Sint-Walburgstraat, drie verdiepingen onder afgeknot schilddak                                                                       | GM 102546 |            |
| Martinikerkhof 28    |                          | | RM 18565  |            |
| Martinikerkhof 29    |                          | | RM 18566  |            |
| Martinikerkhof 30    |                          | | RM 18567  |            |
| Martinikerkhof 31    |                          | | RM 18568  |            |

Achter de Muur · 
Akerkhof · 
Akerkstraat · 
Broerstraat · 
Brugstraat ·
Bruine Ruiterstraat ·
Burchtstraat · 
Butjesstraat ·
Carolieweg ·
Coehoornsingel · 
Donkersgang · 
Driften · 
Emmaplein · 
Folkingestraat · 
Folkingedwarsstraat ·
Ganzevoortsingel · 
Gasthuisstraatje ·
Gedempte Kattendiep ·
Gedempte Zuiderdiep ·
Gelkingestraat ·
Grote Kromme Elleboog ·
Grote Markt ·
Guldenstraat ·
Guyotplein ·
Haddingestraat ·
Haddingedwarsstraat ·
Hardewikerstraat ·
Hereplein · 
Herebinnensingel ·
Heresingel ·
Herestraat ·
Hoekstraat ·
Hofstraat ·
Hoge der A ·
Hoogstraatje ·
Jacobijnerstraat ·
Kleine der A ·
Kattenhage ·
Kleine Kromme Elleboog ·
't Klooster ·
Kostersgang ·
Koude Gat ·
Kreupelstraat ·
Kwinkenplein ·
De Laan ·
Lage der A ·
Lopende Diep ·
Lutkenieuwstraat ·
Marktstraat ·
Martinikerkhof ·
Munnekeholm ·
Muurstraat ·
Naberstraat ·
Nieuwe Boteringestraat ·
Nieuwe Ebbingestraat ·
Nieuwe Kerkhof ·
Nieuwe Kijk in 't Jatstraat ·
Nieuwe Markt ·
Nieuwstad ·
Noorderhaven ·
Oosterstraat ·
Ossenmarkt ·
Oude Boteringestraat ·
Oude Ebbingestraat ·
Oude Kijk in 't Jatstraat ·
Papengang ·
Pausgang · 
Pelsterstraat ·
Peperstraat ·
Poelestraat ·
Praediniussingel ·
Rademarkt ·
Radesingel ·
Reitemakersrijge ·
Rode Weeshuisstraat ·
Schoolstraat · 
Schoolholm · 
Schuitemakersstraat ·
Schuitendiep · 
Sieboldsgang · 
Singelstraat · 
Sint Jansstraat ·
Sint Walburgstraat ·
Spilsluizen ·
Stationsstraat ·
Steentilstraat ·
Stoeldraaierstraat · 
Torenstraat · 
Turfstraat ·
Turfsingel ·
Turftorenstraat ·
Ubbo Emmiussingel ·
Vismarkt ·
Visserstraat ·
Waagstraat ·
Zoutstraat ·
Zwanestraat